# Эвери, Джеймс
Джеймс Э́вери (англ. James Allison Avery; 23 сентября 1937, Хатчинсон, штат Канзас — 8 марта 2009) — американско-немецкий пианист и дирижёр.
Изучал фортепиано и дирижирование в университетах Канзаса и Индианы (в том числе под руководством Тибора Козмы). Затем по стипендии Фулбрайта отправился совершенствовать своё мастерство в Европу под руководством Карла Зеемана. В 1967—1980 гг. преподавал в Университете Айовы, сотрудничал с дирижёром Джеймсом Диксоном — в том числе в первом исполнении симфонической поэмы Александра Скрябина «Прометей» («Поэма огня») в сопровождении лазерного шоу (1975). В 1980—2002 гг. был профессором фортепиано во Фрайбургской Высшей школе музыки. C 1992 г. был художественным руководителем и дирижёром ансамбля SurPlus, специализировавшегося на исполнении новейшей музыки.
Среди записей Эвери-пианиста — произведения таких авторов, как Штефан Вольпе (в том числе Соната для гобоя и фортепиано в ансамбле с Хайнцем Холлигером), Чарльз Вуоринен, Брайан Фернихоу. Впрочем, сольные записи Эвери включают и, например, цикл Роберта Шумана «Карнавал».